# Zu dir (weit weg)
Zu dir (weit weg) ist ein Lied des deutschen Popsängers Mark Forster. Das Stück ist die zweite Singleauskopplung aus seinem Debütalbum Karton.

## Entstehung und Artwork
Geschrieben wurde das Lied gemeinsam von Mark Forster, David Jürgens und Christian Neander. Abgemischt, produziert und programmiert wurde die Single im Tucan Studio in Kornwestheim (Baden-Württemberg), unter der Leitung von Ralf Christian Mayer; als zusätzliche Koproduzenten standen ihm Sebastian Böhnisch und Forster zur Seite. Gemastert wurde das Stück unter der Leitung von Howie Weinberg, in dessen eigenen Tonstudio in Los Angeles (USA). Die Single wurde unter dem Musiklabel Four Music veröffentlicht und durch Sony Music Entertainment vertrieben.
Auf dem Cover der Maxi-Single ist – neben Künstlernamen und Liedtitel – Forsters Oberkörper in schwarz-weiß, vor einer gelb dargestellten Skyline mit weißem Himmel, zu sehen. Die Farbgestaltung ähnelt der zur vorangegangenen Singleveröffentlichungen Auf dem Weg. Das Artwork des Coverbildes tätigte Julia Schliewe von Dangerous Berlin, die Fotografie stammt von Sven Sindt.

## Veröffentlichung und Promotion
Die Erstveröffentlichung von Zu dir (weit weg) erfolgte als digitale Maxi-Single am 19. Oktober 2012. Die Maxi-Single beinhaltet neben der Radioversion von Zu dir (weit weg) eine Akustikversion des Liedes sowie das Stück Anna als weitere B-Seiten. Um das Lied zu bewerben, folgte unter anderem ein Liveauftritte im Sat.1-Frühstücksfernsehen.

## Inhalt
„Obwohl sich alles in mir wehrt, lass’ ich dich ziehen;
und bleibe ohne dich alleine in Berlin.
Und egal wie weit Du weg bist, bist du doch immer irgendwie dabei.
bei mir, dabei, bei mir.
Von Dir zu mir, so weit, weit weg.
Von hier zu Dir, so weit, weit weg.“

Der Liedtext zu Zu dir (weit weg) ist in deutscher Sprache verfasst. Die Musik und der Text wurden gemeinsam von Mark Forster, David Jürgens und Christian Neander verfasst. Musikalisch bewegt sich das Lied im Bereich der Popmusik. Als weitere Instrumentalisten wurden Markus Birkle (Gitarre), Alex Grube (Bass und Gitarre), Reiner Hubert (Schlagzeug), David Jürgens (Keyboard), Christian Neander (Gitarre), Christopher Noodt (Keyboard) und Peter Weihe (Gitarre) engagiert.
Inhaltlich setzt sich das Lied mit Fernbeziehungen auseinander. Forster selbst sagte folgendes zur Entstehung des Liedes: „Alle meine Lieder haben unmittelbar etwas mit mir zu tun. Sie sind quasi schon autobiographisch. Aber nicht nur, es ist durchaus eine Mischung aus dem, was ich selber erlebt habe in meiner Fernbeziehung oder was ich bei anderen Leuten mitgekriegt habe.“

## Musikvideo
Das Musikvideo zu Zu dir (weit weg) feierte am 5. Oktober 2012 auf YouTube seine Premiere. Zu sehen sind die Alltagabläufe eines Paares, die getrennt voneinander leben. Oftmals sind beide parallel mit den gleichen Aufgaben bzw. den identischen Arbeitsabläufen zu sehen. Der männliche Teil wir von Forster selbst gespielt. Die Gesamtlänge des Videos beträgt 3:44 Minuten. Regie führte Caspar-Jan Hogerzeil. Bis heute zählt das Musikvideo über 9,5 Millionen Aufrufe bei YouTube (Stand: August 2025).

## Mitwirkende
| Liedproduktion - Markus Birkle: Gitarre - Sebastian Böhnisch: Koproduzent - Mark Forster: Gesang, Hintergrundgesang, Komponist, Liedtexter, Koproduzent - Alex Grube: Bass, Gitarre - Reiner Hubert: Schlagzeug - David Jürgens: Keyboard, Komponist, Liedtexter - Ralf Christian Mayer: Abmischung, Musikproduzent, Programmierung - Christian Neander: Gitarre, Komponist, Liedtexter - Christopher Noodt: Keyboard - Peter Weihe: Gitarre - Howie Weinberg: Mastering Cover - Julia Schliewe: Artwork - Sven Sindt: Fotograf | Unternehmen - Dangerous Berlin: Artwork (Cover) - Hunger Film: Filmproduzent (Musikvideo) - Four Music: Musiklabel - Howie Weinberg Mastering: Mastering - Molly Aida Film: Filmproduzent (Musikvideo) - Sony Music Entertainment: Vertrieb - Tucan Studio: Tonstudio Musikvideo - Jana Bolze: Regieassistent - Fabian Martin Diering: Service Producer - Jörg Ellmer: Kameraassistent - Caspar-Jan Hogerzeil: Regisseur - Stefan King: Digital Colorist - Johannes Steinert: Set-Runner - Ben Wolf: Kameramann - Sebastian Wurm: Szenenbildner - Martin Zillger: Locationscout |

## Chartplatzierungen
Zu dir (weit weg) erreichte in Deutschland Position 64 der Singlecharts und konnte sich insgesamt eine Woche in den Charts platzieren. Die Single konnte sich rund ein Jahr nach der Veröffentlichung erstmals in den Charts platzieren. Für Forster ist dies als Interpret und Autor der zweite Charterfolg seiner Karriere.
Für David Jürgens als Autor ist dies bereits der sechste Charterfolg in Deutschland, für Christian Neander ist es der 16. Charterfolg in den deutschen Singlecharts. Für Ralf Christian Mayer als Musikproduzent ist dies bereits der neunte Charterfolg in Deutschland.

## Coverversionen
- 2013: Peer Richter, der deutsche Popsänger sang das Lied bei den Blind Auditions der dritten The-Voice-of-Germany-Staffel. Er konnte mit seinem Auftritt die Coaches Max Herre und Nena von sich überzeugen. Richter entschied sich für Nena, mit deren Hilfe er bis ins Halbfinale kam.[8]
- 2018: Mary Roos: Die deutsche Schlagersängerin coverte das Stück im Rahmen der VOX-Musiksendung Sing meinen Song – Das Tauschkonzert. Das Stück ist auch auf dem dazugehörigen Sampler zu finden.[9]